# Lacul de acumulare Kaniv
Lacul de acumulare Kaniv (în ucraineană Канівське водосховище, transliterat: Kanivs'ke vodoshovîșce) este un lac de acumulare situat pe râul Nipru în Ucraina. Numit după orașul Kaniv, acesta are o suprafață totală de 675 km2 în regiunile Cerkasî și Kiev. A luat ființă în 1972 în urma construcției Hidrocentralei Kaniv de pe râul Nipru. Împreună cu lacurile de acumulare Kahovka, Nipru, Kameanske, Kremenciuk și Kiev, a creat o rută de apă adâncă pe Nipru, permițând navelor să navigheze în amonte până la râul Prîpeat.
Lacul are 162 km lungime, până la 5 km lățime, si are o adâncime medie de 5,5 m. Volumul total de apă este de 2,6 km³.